# Digitální humanitní vědy

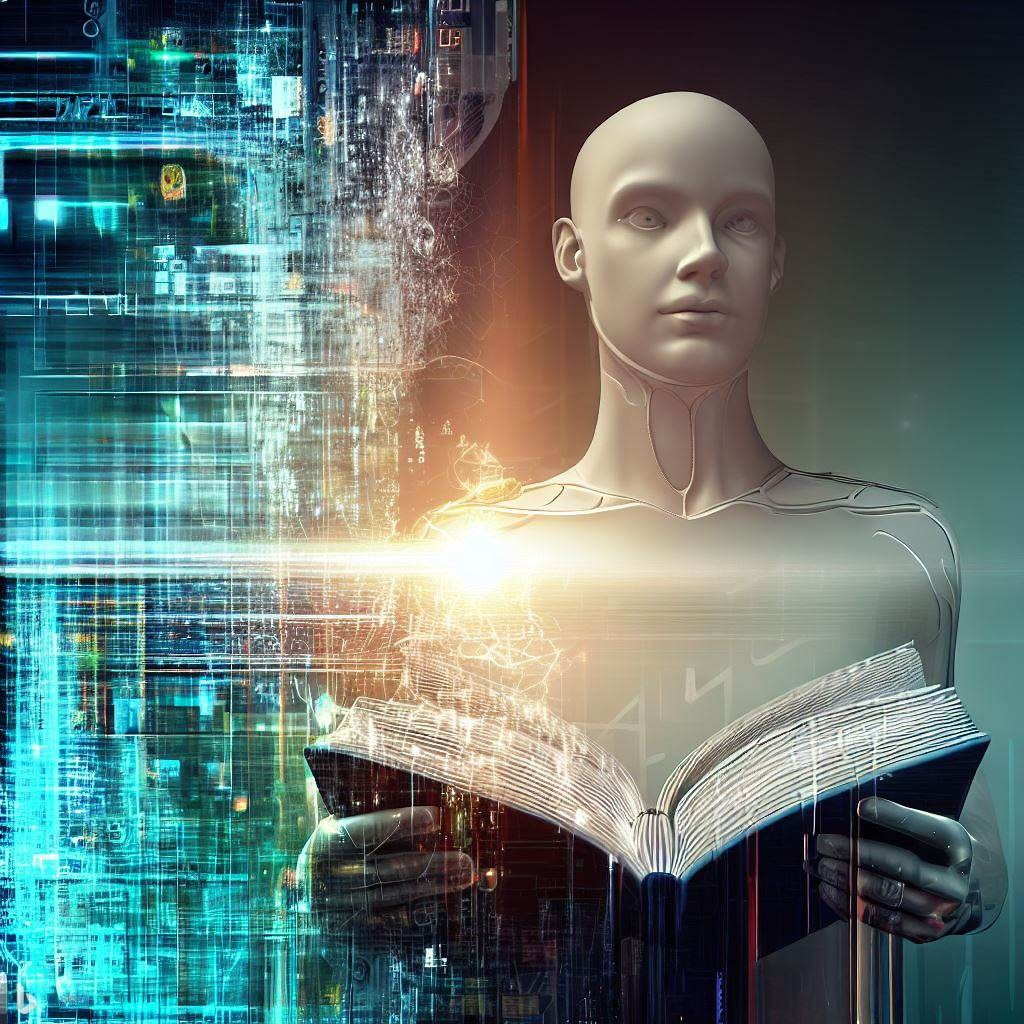
Digitální humanitní vědy. AI obrázek vytvořen Image Creator od Microsoft Bing

Digitální humanitní vědy (anglicky Digital humanities, DH), je multivědní obor zabývající se humanitními obory s využitím digitálních technologií. DH využívají výpočetní kapacitu ke zpracování otázek humanitních oborů, ale též zkoumají využívání technologií společností. DH lze definovat jako nové způsoby vědecké práce, které zahrnují kolaborativní, transdisciplinární a výpočetní technikou vedený výzkum, výuku a publikování materiálů o společnosti. Obor začleňuje technologické nástroje a metody do studia humanitních věd s vědomím, že tištěné slovo již není hlavním médiem pro tvorbu a šíření znalostí.
Mezi nástroje patří například OCR či I v podobě LLM.
Obor je vyučován od roku 2020 v Česku na Univerzitě Palackého na Katedře obecné lingvistiky.